# Д'єдеррік Джоел Таге
Д'єдеррік Джоел Таге Таджо (фр. Diederrick Joel Tagueu Tadjo, нар. 6 грудня 1993, Нконгсамба) — камерунський футболіст, нападник португальського клубу «Марітіму».
Виступав за низку бразильських клубних команд, а також за національну збірну Камеруну.

## Клубна кар'єра
Народився 6 грудня 1993 року в камерунському місті Нконгсамба. Юнаком перебрався до Бразилії, де займався футболом у структурах клубів «Іраті» та «Лондрина». У дорослому футболі дебютував 2012 року виступами за головну команду останнього. Згодом протягом 2014 року захищав на правах оренди кольори «Корітіби».
У грудні 2014 року за 2,5 мільйони бразильських реалів перейшов до «Крузейру». Згодом у 2015–2019 роках на правах оренди також виступав за «Сантус», «Ботафогу», «Аваї» та португальський «Марітіму». В останній команді був основним гравцем атакувальної ланки команди і одним з її головних бомбардирів, маючи середню результативність на рівні 0,38 гола за гру першості.
Влітку 2020 року «Марітіму» уклав з камерунським нападником повноцінний дворічний контракт.

## Виступи за збірні
2009 року грав за юнацьку збірну Камеруну (U-17). Згодом 2011 року провів три гри в складі молодіжної збірної Камеруну, забивши 2 голи.
2018 року дебютував в офіційних матчах у складі національної збірної Камеруну. У складі збірної був учасником Кубка африканських націй 2019 року в Єгипті, де, утім, на поле не виходив.
| Дата       | Місто      | Господарі | Результат | Гості             | Турнір                                  | Голи | Примітки |
| ---------- | ---------- | --------- | --------- | ----------------- | --------------------------------------- | ---- | -------- |
| 27-5-2018  | Махадаонда | Камерун   | 0 – 1     | Буркіна-Фасо      | товариський матч                        | -    | 64'      |
| 23-3-2019  | Яунде      | Камерун   | 3 – 0     | Коморські Острови | Відбір до Кубка африканських націй 2019 | -    | 75'      |
| 12-10-2018 | Яунде      | Камерун   | 1 – 0     | Малаві            | Відбір до Кубка африканських націй 2019 | -    | 80'      |
| 16-10-2018 | Блантайр   | Малаві    | 0 – 0     | Камерун           | Відбір до Кубка африканських націй 2019 | -    | 78'      |
| 9-6-2019   | Махадаонда | Камерун   | 2 – 1     | Замбія            | товариський матч                        | -    | 61'      |
| 14-6-2019  | Ель-Вакра  | Камерун   | 1 – 1     | Малі              | товариський матч                        | -    | 63'      |
| Усього     |            | Матчів    | 6         |                   | Голів                                   | 0    |          |